# Fêtes de la mer à Saint-Jean-de-Luz
Pour les articles homonymes, voir Fête de la mer (homonymie).
Les Fêtes de la mer et du Ttoro à Saint-Jean-de-Luz sont des fêtes traditionnelles de la communauté maritime des communes de Saint-Jean-de-Luz et de Ciboure dans le Pays basque français. 
Les Fêtes de la mer et du Ttoro à Saint-Jean-de-Luz ont lieu tous les ans et se déroulent sur tout un weekend pendant le mois de septembre. Les festivités célèbrent le patrimoine maritime des deux villes et rendent hommage aux marins péris en mer. Les Fêtes de la mer à Saint-Jean-de-Luz ont été inscrites à l'Inventaire du patrimoine culturel immatériel en France, depuis 2013.

## Histoire
L'origine des Fêtes de la Mer et du Ttoro remonte aux traditions religieuses et maritimes de l’agglomération de Saint-Jean-de-Luz et Ciboure. Jusqu'aux années 1970 les pêcheurs et les ouvriers de conserveries représentaient la catégorie socio-professionnelle la plus grande de cette dernière. À l'époque où les embarcations et les techniques de voyage maritime n'étaient pas assistés par les nouvelles techniques de communication et d'information la navigation était dangereuse et emportait la vie de plusieurs marins péris en mer. Dans ce contexte, des cérémonies religieuses ont été conçues avec la finalité de protéger les marins. Les rites de la messe et les processions réalisées avant le départ des campagnes militaires et de pêche sont à l'origine des fêtes de la mer de Saint-Jean-de-Luz et Ciboure.

## Déroulement des Fêtes

### Samedi
Le premier jour des festivités est ouvert par un concours de pêche. Il est marqué par deux concours gastronomiques : à Saint-Jean-de-Luz le concours du Ttoro, une soupe de poisson typique de la région, et à Ciboure un concours de sandwich de la mer. Pendant la journée, normalement les mairies et les associations locales organisent des visites des ports et des activités de valorisation du patrimoine maritime aussi bien que des défis et des démonstrations nautiques. Le soir est marqué par des événements musicaux et conviviaux.

### Dimanche
Le deuxième et dernier jour de fête commence par une cérémonie officielle à caractère militaire qui se déroule soit à Saint-Jean-de-Luz soit à Ciboure. La présence d'anciens combattants et d'une fanfare marquent la levée des drapeaux. Ensuite, la fanfare guide le cortège en direction de l'église où est célébrée une messe à la fin de laquelle les officiels, la fanfare et les anciens combattants embarquent pour lancer la gerbe de fleur à la mer. Un repas collectif clôt les festivités.